# Jacob de Wet
Jacob Willemszoon de Wet, o Jacob Willemsz. de Wet the Elder (Haarlem, 1610 circa – Haarlem, 1675 o 1691), è stato un pittore olandese, le cui opere furono largamente influenzate da Rembrandt.
De Wet fece scuola a diversi pittori, tra cui il più famoso fu Paulus Potter. Altri allievi furono:
- Jacob de Wet II, suo stesso figlio
- Jan Vermeer van Haarlem the Elder (da non confondere con Vermeer di Delft)
- Job Adriaenszoon Berckheyde.

- Wikimedia Commons contiene immagini o altri file su Jacob de Wet